# Aenasius flandersi
Aenasius flandersi är en stekelart som beskrevs av Kerrich 1967. Aenasius flandersi ingår i släktet Aenasius och familjen sköldlussteklar. Inga underarter finns listade i Catalogue of Life.